# 항촌항
항촌항은 경상남도 남해군 남면 선구리에 있는 어항이다. 1995년 7월 6일 지방어항으로 지정하여 관리하고 있다. 시설관리자는 남해군수이다.

## 어항 연혁
- 마을의 뒷편에 위치한 구름산의 맥이 남쪽으로 능선을 이루면서 큰 능선을 형성하여 오다가 다시 서쪽으로 완만한 경사를 이루었으며, 매상골에 이르러 주맥이 끊기고 다시 앞산이 병풍처럼 돌출하여 풍광이 명미한 형세를 이루고 있으며, 항촌마을이 들어선 자리는 사람살기에 알맞은 평지를 이루고 있다고 해서 [버든]이라 불러오다 조선시대말 행정구역 개편시 목섬의 목(項)과 마을(村)을 합하여 항촌이라고 부르게 되었다.

## 어항 시설
- 방파제 220m, 물양장 165m

## 주요 어종
- 해삼, 전복, 소라, 볼락, 감성돔